# Туркестанський національний комітет
Туркестанський національний комітет (нім. Turkestanisches Nationalkommitee, рос. Туркестанский национальный комитет) — колаборантське національне представництво народів радянської Середньої Азії у нацистській Німеччині під час  Другої світової війни.

## Історія
Комітет було засновано у серпні 1942 р. у Берліні під егідою Імперського міністерства окупованих східних територій на чолі з  Альфредом Розенбергом. Він представляв інтереси народів Середньої Азії, співпрацюючи з Німеччиною, яка хотіла на просторах радянського Туркестану створити за допомогою нацистських військ незалежний від Росії Туркестан.
Очолював комітет президент — узбек Велі Каюм-хан, посаду генерального секретаря обіймав узбек Карімі, а згодом казах Канатбай. До складу президії входили чотири казахи, три туркмени, три узбеки та по два таджики і киргизи. Проте між представниками різних народів тривала фракційна боротьба з метою досягнення своїх інтересів. До повноважень комітету належали культурні, освітні, пропагандистські та видавничі питання. Та ці компетенції були фактично вторинними, оскільки німці збиралися розглядати Комітет просто як ширму — бутафорну організацію без реальної влади.
Комітет відігравав важливу роль у формуванні у першій половині 1942 р. на території Генерал-губернаторства і на решті окупованої  України двох туркестанських легіонів. Згодом його діячі проводили серед солдатів із Середньої Азії пропагандистську (у пронімецькому і антикомуністичному дусі), просвітню (різні курси і навчання), культурну та видавничу діяльність, випускаючи національні газети і різні видання, відозви, листівки тощо. У травні 1944 р. у  Відні під егідою Комітету відбулося скликання Всесвітньої асамблеї народів Середньої Азії. Діяльність Комітету тривала до кінця війни в травні 1945 р,

## Організаційний склад
- президент – узбек Велі Каюм-хан
- генеральний секретар – узбек Карімі, пізніше казах Канатбай
- начальник відділу охорони здоров’я – узбек Карімі
- начальник відділу наукове відділу – узбек Салімі, згодом узбек Осман
- начальник військового відділу – узбек Баймірза Хаїт, капітан
- начальник відділу військовополонених – казах (?) Лукін
- начальник відділу постачання і забезпечення цивільного населення – узбек Нур-Мамед
- начальник відділу піклування/біженців – казах Нур-Баяк, згодом казах Нурі-Бек
- начальник духовного відділу – мулла Оросман
- інспектор духовного відділу – узбек Н. Накіб-Ходжа
- начальник відділу воєнної пропаганди – узбек Хакім, лейтенант
- начальник відділу політичної пропаганди – киргиз Сатар Алманбет
- начальник відділу преси – узбек Ахмеджан
- начальник відділу радіо – узбек Жермет
- начальник музичного і театрального відділу – узбек Кудуртелла